# Автобан A226 (Німеччина)
Федеральний автобан 226 (A226, нім. Bundesautobahn 226) — автобан у Німеччині. Це коротке відгалуження автомагістралі A1 на північ від Любека, яке іноді називають «Nordtangente Lübeck» («Любецька північна дотична»). Сполучає A1 з автошляхом B75, що веде до району Любека Травемюнде.